# Александер Брикнер
Александер Брикнер (Тарнопољ, 29. јануар 1856 — Берлин, 24. мај 1939) је био пољски филолог, слависта, и професор универзитета у Берлину.

## Живот и рад
Брикнер је рођен у Галицији, тада делу Аустријског царства. Потиче из аустро-пољске породице. Образовао се у Лавову под надзором Омелијана Охоновског (Omelian Ohonovsky), у Бечу под Францом Миклошичем, и у Берлину под Ватрославом Јагићем. Прво је предавао у Лавову, а 1876. добио је докторат у Бечу. Тада пише студију о словенским насељима око Магдебурга  . Године 1881. почео је да предаје у Берлину, где је био декан одељења за словенску филологију (1881—1924). Био је члан многих академија, укључујући оне у Кракову, Петрограду, Лавову, Софији, Прагу и Београду.
Брикнер је писао на пољском и немачком о историји словенских језика и литературе, о фолклору, древној словенској и балтичкој митологији, и о историји пољске и руске литературе. Брикнер је био специјалист за старије периоде пољске и словенске културе, и био је откривач, преводилац, и издавач најстаријег познатог писаног документа на пољском језику, Проповеди о светом крсту пољ. Kazania świętokrzyskie. Имао је такође јако велико знање о средњовјековној пољској литератури из оригиналних текстова, а био је и велики стручњак за период ренесансе и рано модерно доба.
Брикнер је покушавао да подигне престиж старе славенске културе у очима и запада и Пољака. Био је критичар руске аутократије свога времена. Током Првог светског рата је подржавао Централне силе, али је био против Брест-Литовског споразума. Ипак, највише се бавио истраживањима, а не политиком.
Веровао је да словенски и балтички језици имају заједнички протојезик, и увек је истицао балто-словенске везе. Сматрао је да је прадомовина Словена била у данашњој Пољској. Био је присталица тезе о Норманима као оснивачима Русије у државу.
Након Првог светског рата 1924. отишао је у пензију, и посветио се писању кратких историја пољске културе и језика.

## Дела
- Geschichte der polnischen Literatur (1901)
- Dzieje literatury polskiej (t. 1 i 2, 1903)(Kujawsko-pomorska Biblioteka Cyfrowa: Dzieje literatury polskiej w zarysie , том 2.)
- Starożytna Litwa. Ludy i bogi. Szkice historyczne i mitologiczne (1904; поново издато: 1985)
- Historia literatury rosyjskiej (1905)[2]
- Mikołaj Rej i różnowiercy polscy (1906)
- Dzieje języka polskiego (1906)
- Zasady etymologii słowiańskiej (1917)
- Mitologia słowiańska (1918; поново издато: 1980)
- Mitologia polska (1924; поново издато: 1980)
- Słownik etymologiczny języka polskiego (1926–1927)
- Dzieje kultury polskiej (књиге 1-4, 1930-1932; 1991)
- Encyklopedia staropolska (књиге 1-2, 1937-1939; поново издато: 1990)

## Академик
Дописни је члан Српске краљевске академије (Академије философских наука) од фебруара 1906.